# 제나 매티슨
제나 매티슨(Jenna Mattison, 1972년 8월 7일 ~ )은 미국의 배우, 각본가, 영화 프로듀서이다.

## 영화
- 더 사운드 (2017년)
- 포 더 러브 오브 머니 (2012년)
- 더 써드 위시 (2005년) - 메기 역
- 피쉬 위다웃 어 바이시클 (2003년) - 줄스 역